# Viikarinpuhti
Viikarinpuhti är en vik i Finland.  Den ligger i landskapet Egentliga Finland, i den sydvästra delen av landet, 200 km väster om huvudstaden Helsingfors. Viikarinpuhti ligger på ön Vartsala.